# یواس‌اس لادردال (ای‌پی‌ای-۱۷۹)
یواس‌اس لادردال (ای‌پی‌ای-۱۷۹) (به انگلیسی: USS Lauderdale (APA-179)) یک کشتی بود که طول آن ۴۵۵ فوت ۰ اینچ (۱۳۸٫۶۸ متر) بود. این کشتی در سال ۱۹۴۴ ساخته شد.